# Poslední z Aporveru
Poslední z Aporveru je nedokončený český fantasy film režiséra Tomáše Krejčího, který měl kombinovat živé herce a ručně kreslené a v počítači animované prostředí. Premiéra se podle původních oznámení měla uskutečnit v lednu až únoru 2009, později však byla několikrát odsunuta, a nakonec nebyl nedokončený film do kin nikdy uveden. Producenty filmu s rozpočtem přes 200 milionů Kč byli Tomáš Krejčí a Jiří Košťál.

## Obsah
Děj se měl odehrávat na planetě Aporver, kterou se snaží zničit zlo a temnoty pocházející z nitra Aporveru a okolních civilizací. Krajina Aporveru je tvořena tisíc metrů vysokými houbami, na jejichž kloboucích jsou postavená města. Mezi městy se lidé pohybují na samoletech poháněných vzduchem.

## Obsazení
| Filip Cíl        | Rybli          |
| Jana Pidrmanová  | Maysu          |
| Petr Forman      | otec Rybliho   |
| Maysu Tarpová    | matka Rybliho  |
| Michal Zelenka   | Garmor         |
| Tami Stronach    | Garmorova žena |
| Eduard Jenický   | Nelo           |
| Tomáš Klus       | Krejto         |
| Bořivoj Navrátil | Věštec         |

## Výroba
Původně se film měl jmenovat Poslední děti Aporveru. Scénář filmu vznikal čtyři roky a scenáristé (Jana Ozoráková, Michal Zelenka a Tomáš Krejčí) za tu dobu vytvořili 45 verzí scénáře.
Natáčení probíhalo ve staré tovární hale v Bubenči a v ateliéru České televize. Tvůrci filmu tvrdili, že se snaží navazovat na výtvarnou stylizaci filmů Karla Zemana.
Ústřední píseň k filmu nazpívala zpěvačka Markéta Irglová s kapelou Zrní. K písni vznikl také klip.

## Soudy
Kvůli opakovanému odsunutí premiéry vypověděla Česká televize v prosinci 2012 koprodukční smlouvu (podepsanou 29. prosince 2006) a požadovala zpátky svůj vklad, tedy 6 až 7 milionů Kč. Tvůrci filmu kvůli tomu na Českou televizi podali žalobu. Další spor s podaným trestním oznámením měli producenti se slovenským koproducentem Markem Veselickým. V květnu 2014 podal na producenty filmu trestní oznámení Státní fond kinematografie pro podezření z dotačního podvodu, tuto část začal posuzovat Městský soud v Praze v červenci 2020. Pražský městský soud uložil v prosinci 2020 režisérovi a tvůrci nedokončeného filmu Tomáši Krejčímu tříletý podmíněný trest. Stejně potrestal jeho dva spoluobžalované Jiřího Košťála a Petra Hemmra. Trojice podle obžaloby fiktivně navyšovala náklady na výrobu fantasy snímku a způsobila Státnímu fondu kinematografie škodu zhruba 13 milionů korun. Vzniklou škodu měli odsouzení společně nahradit. Odvolací Vrchní soud v Praze v květnu 2022 trest potvrdil a v září 2023 Nejvyšší soud dovolání Krejčího a Hemmra odmítl.

## Dokumentární film
V červenci 2015 byl v kinech uveden dokumentární film Any Prodanové a Martina Dostála Nekonečný příběh Posledního z Aporveru.